# Moforehan Abinusawa
Moforehan Abinusawa (* 3. Oktober 2003) ist eine nigerianisch-US-amerikanische Leichtathletin, die sich auf den Sprint spezialisiert hat. Mit der nigerianischen 4-mal-100-Meter-Staffel siegte sie 2024 bei den Afrikaspielen in Accra.

## Sportliche Laufbahn
Erste internationale Erfahrungen sammelte Moforehan Abinusawa, die in Fort Washington in Pennsylvania aufwuchs und seit 2022 an der University of Pennsylvania studiert, bei den Afrikaspielen 2024 in Accra, bei denen sie mit 24,27 s im Halbfinale im 200-Meter-Lauf ausschied. Zudem siegte sie mit der nigerianischen 4-mal-100-Meter-Staffel in 43,05 s gemeinsam mit Justina Tiana Eyakpobeyan, Olayinka Olajide und Tobi Amusan.

## Persönliche Bestleistungen
- 100 Meter: 11,38 s (+0,5 m/s), 21. April 2023 in Charlottesville
  - 60 Meter (Halle): 7,28 s, 9. Februar 2024 in Clemson
- 200 Meter: 23,54 s (+0,6 m/s), 7. Mai 2023 in Philadelphia